# Ergebnisse von Steherrennen bei Bahnradsport-Weltmeisterschaften
Im Folgenden sind die Ergebnisse der Bahnradsport-Weltmeisterschaften im Steherrennen aufgeführt. Steherrennen wurden bis zum Jahr 1992 bei den UCI-Bahn-Weltmeisterschaften getrennt nach den Kategorien „Profis“ und „Amateure“ ausgetragen. In den Jahren 1993 und 1994 erfolgte ein gemeinsamer Start („Open“ bzw. „Männer Elite“). Nach 1994 fanden keine Weltmeisterschaftswettbewerbe im Steherrennen mehr statt.

## Profis / Open
Die Ergebnisse der Profi-Steherrennen bei UCI-Bahn-Weltmeisterschaften von 1893 bis 1994:

| Jahr      | Gold                  | Silber                | Bronze              |
| --------- | --------------------- | --------------------- | ------------------- |
| 1895      | Jimmy Michael         | Henri Luyten          | Hans Hofmann        |
| 1896      | Arthur Chase          | Jack William Stocks   | Franz Gerger        |
| 1897      | Jack William Stocks   | Arthur Chase          | Fred Armstrong      |
| 1898      | Richard Palmer        | nicht vergeben        | nicht vergeben      |
| 1899      | Harry Gibson          | Hugh MacLean          | Ken Boake           |
| 1900      | Constant Huret        | Edouard Taylor        | Émile Bouhours      |
| 1901      | Thaddäus Robl         | Piet Dickentman       | Fritz Ryser         |
| 1902      | Thaddäus Robl         | Émile Bouhours        | Edouard Taylor      |
| 1903      | Piet Dickentman       | Thaddäus Robl         | Alfred Görnemann    |
| 1904      | Robert Walthour       | César Simar           | Arthur Vanderstuyft |
| 1905      | Robert Walthour       | Paul Guignard         | Piet Dickentman     |
| 1906      | Louis Darragon        | Arthur Vanderstuyft   | Jules Schwitzguébel |
| 1907      | Louis Darragon        | Karel Verbist         | Georges Parent      |
| 1908      | Fritz Ryser           | Eugenio Bruni         | Arthur Vanderstuyft |
| 1909      | Georges Parent        | Louis Darragon        | Nat Butler          |
| 1910      | Georges Parent        | Léon Vanderstuyft     | Robert Walthour     |
| 1911      | Georges Parent        | Louis Darragon        | Jimmy Moran         |
| 1912      | George Wiley          | Elmer Collins         | Jimmy Moran         |
| 1913      | Paul Guignard         | Jules Miquel          | Richard Scheuermann |
| 1914–1919 | nicht ausgetragen     | nicht ausgetragen     | nicht ausgetragen   |
| 1920      | Georges Sérès         | Victor Linart         | Paul Suter          |
| 1921      | Victor Linart         | Paul Suter            | Paul Guignard       |
| 1922      | Léon Vanderstuyft     | Paul Suter            | Gustave Ganay       |
| 1923      | Paul Suter            | Léon Parisot          | Karl Wittig         |
| 1924      | Victor Linart         | Georges Sérès         | Leopoldo Torricelli |
| 1925      | Robert Grassin        | Jan Snoek             | Georges Sérès       |
| 1926      | Victor Linart         | Gustave Ganay         | Paul Suter          |
| 1927      | Victor Linart         | Paul Krewer           | Walter Sawall       |
| 1928      | Walter Sawall         | Henri Bréau           | Victor Linart       |
| 1929      | Georges Paillard      | Victor Linart         | Paul Krewer         |
| 1930      | Erich Möller          | Georges Paillard      | Robert Grassin      |
| 1931      | Walter Sawall         | Erich Möller          | Victor Linart       |
| 1932      | Georges Paillard      | Walter Sawall         | Erich Möller        |
| 1933      | Charles Lacquehay     | Franco Giorgetti      | Erich Metze         |
| 1934      | Erich Metze           | Paul Krewer           | Edoardo Severgnini  |
| 1935      | Charles Lacquehay     | Erich Metze           | Georges Ronsse      |
| 1936      | André Raynaud         | Charles Lacquehay     | Georges Ronsse      |
| 1937      | Walter Lohmann        | Ernest Terreau        | Adolf Schön         |
| 1938      | Erich Metze           | Walter Lohmann        | Edoardo Severgnini  |
| 1946      | Elia Frosio           | Jacques Besson        | Louis Chaillot      |
| 1947      | Raoul Lesueur         | Jean-Jacques Lamboley | Jan Pronk           |
| 1948      | Jean-Jacques Lamboley | Elia Frosio           | August Meuleman     |
| 1949      | Elia Frosio           | Jan Pronk             | Raoul Lesueur       |
| 1950      | Raoul Lesueur         | Jan Pronk             | Georges Sérès jr.   |
| 1951      | Jan Pronk             | André Leliaert        | Henri Lemoine       |
| 1952      | Adolph Verschueren    | Walter Lohmann        | Henri Lemoine       |
| 1953      | Adolph Verschueren    | Roger Queugnet        | Henri Lemoine       |
| 1954      | Adolph Verschueren    | Jan Pronk             | Joe Bunker          |
| 1955      | Guillermo Timoner     | Walter Bucher         | Giuseppe Martino    |
| 1956      | Graeme French         | Guillermo Timoner     | Walter Bucher       |
| 1957      | Paul Depaepe          | Walter Bucher         | Graeme French       |
| 1958      | Walter Bucher         | Guillermo Timoner     | Wout Wagtmans       |
| 1959      | Guillermo Timoner     | Walter Bucher         | Norbert Koch        |
| 1960      | Guillermo Timoner     | Martin Wierstra       | Norbert Koch        |
| 1961      | Karl-Heinz Marsell    | Paul Depaepe          | Max Meier           |
| 1962      | Guillermo Timoner     | Paul Depaepe          | Leo Wickihalder     |
| 1963      | Leo Proost            | Paul Depaepe          | Robert Varnajo      |
| 1964      | Guillermo Timoner     | Leo Proost            | Karl-Heinz Marsell  |
| 1965      | Guillermo Timoner     | Romain De Loof        | Jacob Oudkerk       |
| 1966      | Romain De Loof        | Ehrenfried Rudolph    | Leo Proost          |
| 1967      | Leo Proost            | Romain De Loof        | Domenico De Lillo   |
| 1968      | Leo Proost            | Piet de Wit           | Ehrenfried Rudolph  |
| 1969      | Jacob Oudkerk         | Theo Verschueren      | Domenico De Lillo   |
| 1970      | Ehrenfried Rudolph    | Theo Verschueren      | Piet de Wit         |
| 1971      | Theo Verschueren      | Jacob Oudkerk         | Domenico De Lillo   |
| 1972      | Theo Verschueren      | Cees Stam             | Dieter Kemper       |
| 1973      | Cees Stam             | Piet de Wit           | Christian Raymond   |
| 1974      | Cees Stam             | Theo Verschueren      | Attilio Benfatto    |
| 1975      | Dieter Kemper         | Cees Stam             | Jan Breur           |
| 1976      | Wilfried Peffgen      | Cees Stam             | Walter Avogadri     |
| 1977      | Cees Stam             | Wilfried Peffgen      | Pietro Algeri       |
| 1978      | Wilfried Peffgen      | Martin Venix          | Cees Stam           |
| 1979      | Martin Venix          | Wilfried Peffgen      | Cees Stam           |
| 1980      | Wilfried Peffgen      | disqualifiziert       | Bruno Vicino        |
| 1981      | René Kos              | Bruno Vicino          | Wilfried Peffgen    |
| 1982      | Martin Venix          | Wilfried Peffgen      | Bruno Vicino        |
| 1983      | Bruno Vicino          | René Kos              | Martin Havik        |
| 1984      | Horst Schütz          | Max Hürzeler          | Constant Tourné     |
| 1985      | Bruno Vicino          | Danny Clark           | Werner Betz         |
| 1986      | Bruno Vicino          | Constant Tourné       | Giovanni Renosto    |
| 1987      | Max Hürzeler          | Danny Clark           | Werner Betz         |
| 1988      | Danny Clark           | disqualifiziert       | Walter Brugna       |
| 1989      | Giovanni Renosto      | Walter Brugna         | Torsten Rellensmann |
| 1990      | Walter Brugna         | Peter Steiger         | Danny Clark         |
| 1991      | Danny Clark           | Peter Steiger         | Arno Küttel         |
| 1992      | Peter Steiger         | Jens Veggerby         | Antonio Fanelli     |
| 1993      | Jens Veggerby         | Roland Königshofer    | Carsten Podlesch    |
| 1994      | Carsten Podlesch      | Roland Königshofer    | Alessandro Tessin   |

## Amateure
Die Ergebnisse der Amateur-Steherrennen bei UCI-Bahn-Weltmeisterschaften von 1893 bis 1994:
| Jahr      | Gold                    | Silber                 | Bronze                |
| --------- | ----------------------- | ---------------------- | --------------------- |
| 1893      | Laurens Smitz Meintjes  | Charles Albrecht       | Emil Ulbricht         |
| 1894      | Wilhelm Henie           | Jack Green             | Jan Van Oolen         |
| 1895      | Mathieu Cordang         | Kees Witteveen         | Wilhelm Henie         |
| 1896      | Fernand Ponscarme       | Michael Djakoff        | Anton Hansen          |
| 1897      | Edward Gould            | Émile Ouzou            | Rasmond Tjaerby       |
| 1898      | Albert-John Cherry      | Gustav Gräben          | Anton Huneck          |
| 1899      | John Nelson             | Robert Goodson         | William Riddle        |
| 1900      | Louis Bastien           | Wilhelm Henie          | Lloyd Hildebrand      |
| 1901      | Heinrich Sievers        | Bruno Salzmann         | Alfred Görnemann      |
| 1902      | Alfred Görnemann        | Willy Keller           | Johann Dielhe         |
| 1903      | Edmond Audemars         | Giovanni Carlevaro     | Reinhold Herzog       |
| 1904      | Leon Meredith           | Billy Pett             | George A. Olley       |
| 1905      | Leon Meredith           | Willy Mest             | August Carremans      |
| 1906      | Maurice Bardonneau      | Victor Tubbax          | Émile Eigeldinger     |
| 1907      | Leon Meredith           | Victor Tubbax          | Maurice Brocco        |
| 1908      | Leon Meredith           | Gustav Janke           | Léon Vanderstuyft     |
| 1909      | Leon Meredith           | Maurice Cuzin          | Georges Patou         |
| 1910      | Henri Hens              | Louis Delbor           | Sydney Bailey         |
| 1911      | Leon Meredith           | Willem Mulckhuijze     | Pietro Lori           |
| 1912      | nicht ausgetragen       | nicht ausgetragen      | nicht ausgetragen     |
| 1913      | Leon Meredith           | Axel Beyer             | Cor Blekemolen        |
| 1914      | Cor Blekemolen          | Jacques Van Ginkel     | Walter Stelzer        |
| 1915–1957 | nicht ausgetragen       | nicht ausgetragen      | nicht ausgetragen     |
| 1958      | Lothar Meister I        | Heinz Wahl             | Arie van Houwelingen  |
| 1959      | Arie van Houwelingen    | Bernard Deconinck      | Lothar Meister I      |
| 1960      | Georg Stoltze           | Siegfried Wustrow      | Henk Buis             |
| 1961      | Leendert van der Meulen | Siegfried Wustrow      | Georg Stoltze         |
| 1962      | Romain De Loof          | Heinz Läuppi           | Robert Giscos         |
| 1963      | Romain De Loof          | Karl-Heinz Matthes     | Ueli Luginbühl        |
| 1964      | Jacob Oudkerk           | Jean Walschaerts       | Daniel Salmon         |
| 1965      | Miguel Mas              | Etienne Van der Vieren | Alain Maréchal        |
| 1966      | Piet de Wit             | Bert Romijn            | Christian Giscos      |
| 1967      | Piet de Wit             | Michail Markow         | Dries Helsloot        |
| 1968      | Giuseppe Grassi         | Cees Stam              | Beni Herger           |
| 1969      | Albertus Boom           | Cees Stam              | Jörg Peter            |
| 1970      | Cees Stam               | Horst Gnas             | Antonio Cerdà Tarongí |
| 1971      | Horst Gnas              | Rainer Podlesch        | Albertus Boom         |
| 1972      | Horst Gnas              | Jean Breuer            | Gaby Minneboo         |
| 1973      | Horst Gnas              | Rainer Podlesch        | Gaby Minneboo         |
| 1974      | Jean Breuer             | Martin Venix           | Miguel Espinós        |
| 1975      | Gaby Minneboo           | Miguel Espinós         | Jean Pinsello         |
| 1976      | Gaby Minneboo           | Bartolomé Caldentey    | Rainer Podlesch       |
| 1977      | Gaby Minneboo           | Bartolomé Caldentey    | Rainer Podlesch       |
| 1978      | Rainer Podlesch         | Matthé Pronk           | Martin Rietveld       |
| 1979      | Matthé Pronk            | Guido Van Meel         | Gaby Minneboo         |
| 1980      | Gaby Minneboo           | Matthé Pronk           | Bartolomé Caldentey   |
| 1981      | Matthé Pronk            | Rainer Podlesch        | Max Hürzeler          |
| 1982      | Gaby Minneboo           | Matthé Pronk           | Rainer Podlesch       |
| 1983      | Rainer Podlesch         | Matthé Pronk           | Walter Baumgartner    |
| 1984      | Jan de Nijs             | Roberto Dotti          | Ralf Stambula         |
| 1985      | Roberto Dotti           | Roland Königshofer     | Mario Gentili         |
| 1986      | Mario Gentili           | Luigi Bielli           | Roland Königshofer    |
| 1987      | Mario Gentili           | Vincenzo Colamartino   | Roland Königshofer    |
| 1988      | nicht vergeben          | Roland Königshofer     | nicht vergeben        |
| 1989      | Roland Königshofer      | Tonino Vittigli        | Thomas Königshofer    |
| 1990      | Roland Königshofer      | David Solari           | Andrea Bellati        |
| 1991      | Roland Königshofer      | David Solari           | Carsten Podlesch      |
| 1992      | Carsten Podlesch        | David Solari           | Roland Königshofer    |